# Prof
Джейкоб Андерсон (Prof) — американский хип-хоп-исполнитель. За свою карьеру Prof выпустил пять студийных альбомов и три мини-альбома. Предпоследний релиз, Liability, выпущенный на лейбле Rhymesayers Entertainment, занял 141-ю позицию в Billboard 200 и 19-ю в Billboard Top R&B/Hip-Hop Albums. В 2012 году Prof был включен в список 20 лучших рэп-исполнителей Миннесоты по версии журнала City Pages. С 2000 года сотрудничает с Rhymesayers Entertainment, имеет собственный лейбл, Stophouse Music Group.
Prof является представителем хип-хопа Среднего Запада. Его тексты характеризуются провокационным, саркастичным, часто непристойным, но, вместе с тем, юмористическим содержанием.

## Ранние годы
Джейкоб «Джейк» Андерсон родился Миннеаполисе, штат Миннесота, в небольшом городке Паудерхорн. Его мать, Коллин, имела напряженные отношения с его отцом, страдавшим биполярным расстройством. В дальнейшем, она развелась с ним, забрав с собой Джейкоба и трёх его сестер. В подростковом возрасте он увлекся хип-хопом и выдумал «комедийно-грязного рэп-персонажа» Гампо. В 2002 году Андерсон окончил старшую школу Миннеаполиса.

## Биография
Джейкоб стал заниматься хип-хопом с 16 лет. Свой первый альбом, Project Gampo, под именем Prof, он выпустил в 2007 году на собственном лейбле Stophouse Music Group. Далее последовало ещё два альбома Recession Music (2009) и King Gampo (2011). В 2010 году Prof принял участие в туре Welcome to Minnesota, организованном лейблом Rhymesayers. 
В мае 2013 года он заменял Busta Rhymes на Soundset Music Festival в Миннесоте, выступив с часовым концертом.
3 декабря 2013 года Prof был подписан Rhymesayers Entertainment. Тогда же было опубликовано видео Джейкоба с рэпером Slug, в котором был анонсирован релиз сингла The Reply. В интервью Star Tribune, Prof сообщил, что планирует выпустить новый альбом в 2014 году.
В мае 2015 года Prof анонсировал свой первый релиз на Rhymesayers, названный Liability. В августе того же года Prof выпустил сингл Ghost. Сама пластинка, Liability, была выпущена 16 октября 2015 года, заняв на 141-й позиции в Billboard 200.
13 апреля 2018 года Prof выпустил свой пятый студийный альбом Pookie Baby.

## Дискография
Все альбомы Prof до 2013 года выпускались на Stophouse Music Group. Liability стал первым релизом музыканта на Rhymesayers Entertainment.
Студийные альбомы
- Project Gampo (2007)
- Recession Music (2009) совместно с St. Paul Slim
- King Gampo (2011)
- Liability (2015)
- Pookie Baby (2018)
- Powderhorn Suites (2020)
- Horse (2023)

Мини-альбомы
- Kaiser Von Powderhorn (2008)
- Kaiser Von Powderhorn 2 (2010)
- Kaiser Von Powderhorn 3 (2012)